# Jasper Léonard

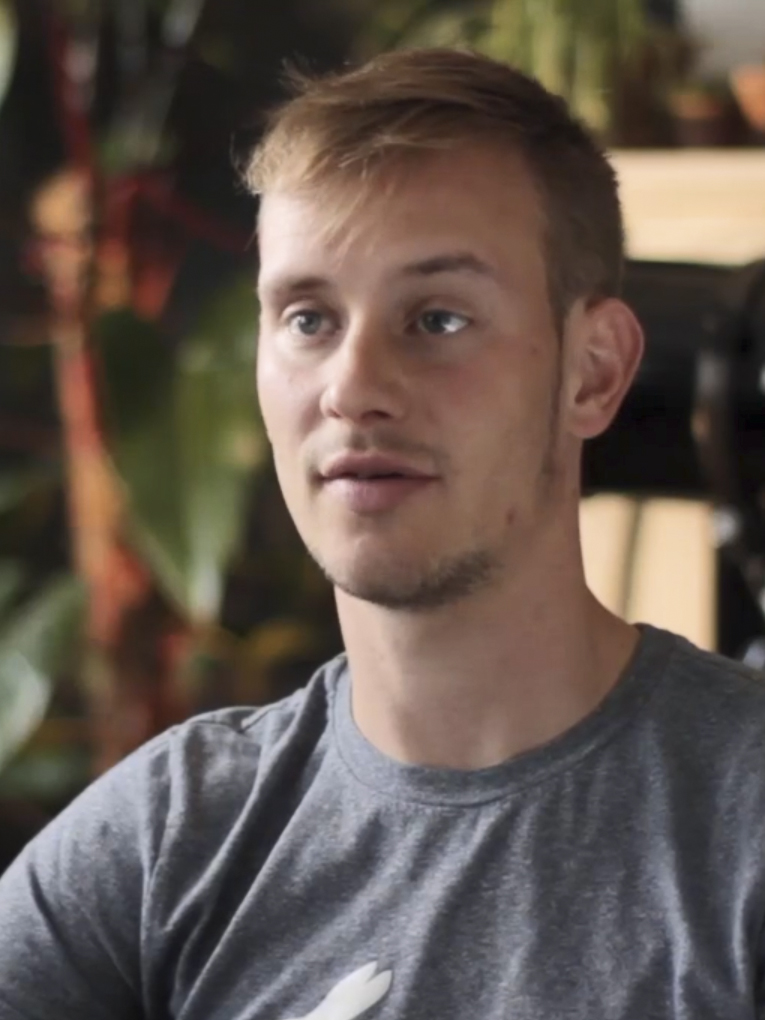
Jasper Léonard (2015)

Jasper Léonard (1985) is een Belgisch fotograaf en filmmaker. Hij studeerde in 2010 af als Master in Visual Arts aan Sint Lucas Antwerpen. 
Hij publiceerde enkele tilt-shiftfotoboeken bij Lannoo, genaamd Belgium resized, Antwerp Resized en Amsterdam Resized.
- Gemeinsame Normdatei: 1102224944
- International Standard Name Identifier: 0000 0004 9809 7639
- Library of Congress Control Number: no2017016441
- Nederlandse Thesaurus van Auteursnamen: 401422011
- Virtual International Authority File: 30146513245232210488
- WorldCat: E39PBJfGTFxHpHFVcqDgQ3CPcP